# 哈尔伯施塔特主教座堂

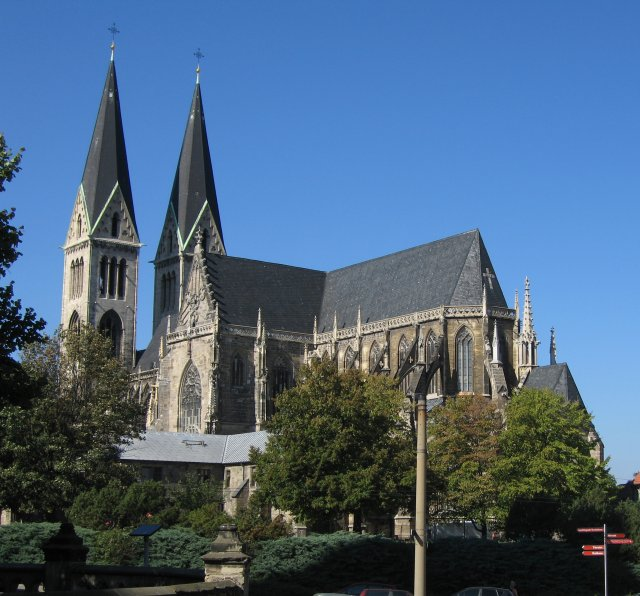
哈尔伯施塔特主教座堂

哈尔伯施塔特主教座堂（德語：Dom zu Halberstadt）是德國薩克森-安哈爾特州城市哈尔伯施塔特的一座教堂。這座教堂的外觀是哥特式建築。這裡最初的教堂修建於804年。現在的教堂取代了之前的一座羅曼式建築的教堂，修建於1236年至1491年。教堂雖然在二戰中受損，但戰後得到修復。現在這座教堂是信義宗的教堂。 

## 外部連結
- Evangelical Church Halberstadt（页面存档备份，存于） （德文）
- Cathedral and Treasury Halberstadt （德文）

51°53′46″N 11°2′57″E / 51.89611°N 11.04917°E